# Нодога
Нодога (Нодожка) — река в России, протекает в Костромской и Ивановской областях по территории Островского и Кинешемского районов, соответственно. Впадает в залив реки Желваты (в 8 км по правому берегу от устья реки) Горьковского водохранилища на Волге. Длина реки составляет 56 км, площадь водосборного бассейна — 608 км².

## Притоки (км от устья)
- 6,3 км: река Шача (пр)
- 19 км: река Шарма (пр)
- 26 км: река Нерехта (пр)

## Данные водного реестра
По данным государственного водного реестра России относится к Верхневолжскому бассейновому округу, водохозяйственный участок реки — Волга от города Кострома до Горьковского гидроузла (Горьковское водохранилище), без реки Унжа, речной подбассейн реки — Волга ниже Рыбинского водохранилища до впадения Оки. Речной бассейн реки — (Верхняя) Волга до Куйбышевского водохранилища (без бассейна Оки).
Код объекта в государственном водном реестре — 08010300412110000013827.